# Maurizio Orlandi
Maurizio Orlandi (* 23. April 1957 in Agrate Brianza) ist ein ehemaliger italienischer Radrennfahrer und nationaler Meister im Radsport.

## Sportliche Laufbahn
Orlandi war im Straßenradsport und im Bahnradsport aktiv. Als Amateur gewann er 1976 die Trofeo Donata, 1976 und 1979 die Coppa d’Inverno, 1978 den Giro delle Tre Province. 1981 gewann er eine Etappe im Ruban Granitier Breton (Tour de Bretagne Cycliste) sowie die Coppa San Geo und die Trofeo Taschini. 1979 bestritt er die Internationale Friedensfahrt und wurde 69. im Endklassement. Zweiter wurde er 1978 im Straßenrennen der Weltmeisterschaften der Studenten hinter Theo de Rooij, 1981 in der Trofeo Zssdi. Dritter wurde er 1979 im Circuito del Porto.
1982 wurde er Berufsfahrer, blieb dort aber ohne Erfolge auf der Straße. Auf der Bahn gewann er 1982 den nationalen Titel im Zweier-Mannschaftsfahren mit Luciano Fusar Poli als Partner. 1983 gewann er die Meisterschaft mit Bruno Vicino. 1984 beendete er seine Profikarriere.